# Вострецовська сільська рада
Вострецо́вська сільська рада (рос. Вострецовский сельский совет) — муніципальне утворення у складі Бураєвського району Башкортостану, Росія. Адміністративний центр — село Вострецово.

## Населення
Населення — 920 осіб (2019, 1228 в 2010, 1644 в 2002).

## Склад
До складу поселення входять такі населені пункти:
| Населений пункт         | Населення, осіб (2002) | Населення, осіб (2010) |
| ----------------------- | ---------------------- | ---------------------- |
| Арсланбеково, присілок  | 87                     | 83                     |
| Вострецово, село        | 440                    | 330                    |
| Камелево, присілок      | 88                     | 66                     |
| Крещенка, присілок      | 14                     | 5                      |
| Новобікметово, присілок | 567                    | 425                    |
| Новоєльдяково, село     | 405                    | 308                    |
| Сармашево, присілок     | 43                     | 11                     |